# Valérie Hermann
Pour les articles homonymes, voir Hermann.
Valérie Hermann est une femme d'affaires française née le 27 mars 1963 à Concarneau dans le Finistère. Depuis janvier 2020, elle a pris la direction générale du pôle Mode et Luxe du groupe EPI, coiffant, pour l’heure, les Maisons J.M. Weston et Bonpoint. Elle devient aussi membre du comité exécutif du groupe familial.

## Biographie

### Vie personnelle
Valérie Hermann grandit à Concarneau. Son parents sont médecins urgentistes, ainsi que son frère et sa sœur,. Durant sa scolarité à HEC elle rencontre son futur mari qui entreprend par la suite une carrière dans l'industrie des télécoms et des nouvelles technologies. Le couple a trois filles.

### Carrière
Valérie Hermann est diplômée d'HEC. À la sortie de l'école en 1985, elle entre au Comité Colbert, association qui regroupe des sociétés françaises de l'industrie  du luxe.
En 1989, elle préside la société Jacques Fath Couture et Parfums. De 1989 à 1993, elle prend la direction commerciale de l'orfèvrerie d'Ercuis et des porcelaines Raynaud,. En 1996, elle est nommée à la direction de John Galliano SA,. À partir de 1999, elle est également responsable des collections de prêt-à-porter féminin dessinées par Galliano pour Christian Dior Couture,. 
En 2005, elle est nommée PDG de la société Yves Saint Laurent, qui fait partie du groupe PPR. Avec le directeur artistique Stefano Pilati, qui a succédé à Tom Ford, elle contribue à redresser les comptes déficitaires de la société et l'image de la marque. Valérie Hermann développe la vente d'accessoires, maroquinerie, sacs et chaussures,,. En 2008, elle remporte le trophée des femmes en or dans la catégorie « entreprise ». En 2009, Valérie Hermann est nommée au conseil d'administration de la Fondation PPR et figure dans la liste des 50 femmes d'affaires les plus influentes établie par le magazine américain Fortune,. En 2010, elle parraine Bouchra Jarrar pour son entrée au sein des défilés de la Haute couture.
Elle quitte YSL l'année suivante et prend la tête de la marque de mode new-yorkaise Reed Krakoff, lancée par le directeur artistique de Coach Inc. En 2014, elle rejoint le groupe Ralph Lauren où elle prend la présidence des collections luxe. Elle est chargée de la stratégie, du merchandising, de la distribution et de l'expansion de la marque,. En 2016, elle prend la tête de la marque à l'échelle mondiale. Son portefeuille de marques inclut les collections luxe, la marque Polo, la marque Denim et tous les accessoires. Elle quitte le group Ralph Lauren en juillet 2019 et rejoint se voit confier par le PDG Christopher Descours , la direction générale du pôle Mode et Luxe du groupe EPI , coiffant, pour l’heure, les Maisons J.M. Weston et Bonpoint. Elle devient aussi membre du comité exécutif du groupe familial. 

## Distinctions
Valérie Hermann est faite chevalier de l'ordre national de la Légion d'honneur en 2007. En 2008, elle remporte le trophée des femmes en or dans la catégorie « entreprise ». Elle figure dans la liste des 50 femmes d'affaires les plus influentes au monde établie par le magazine américain Fortune.